# Placide-Bruno Valayer

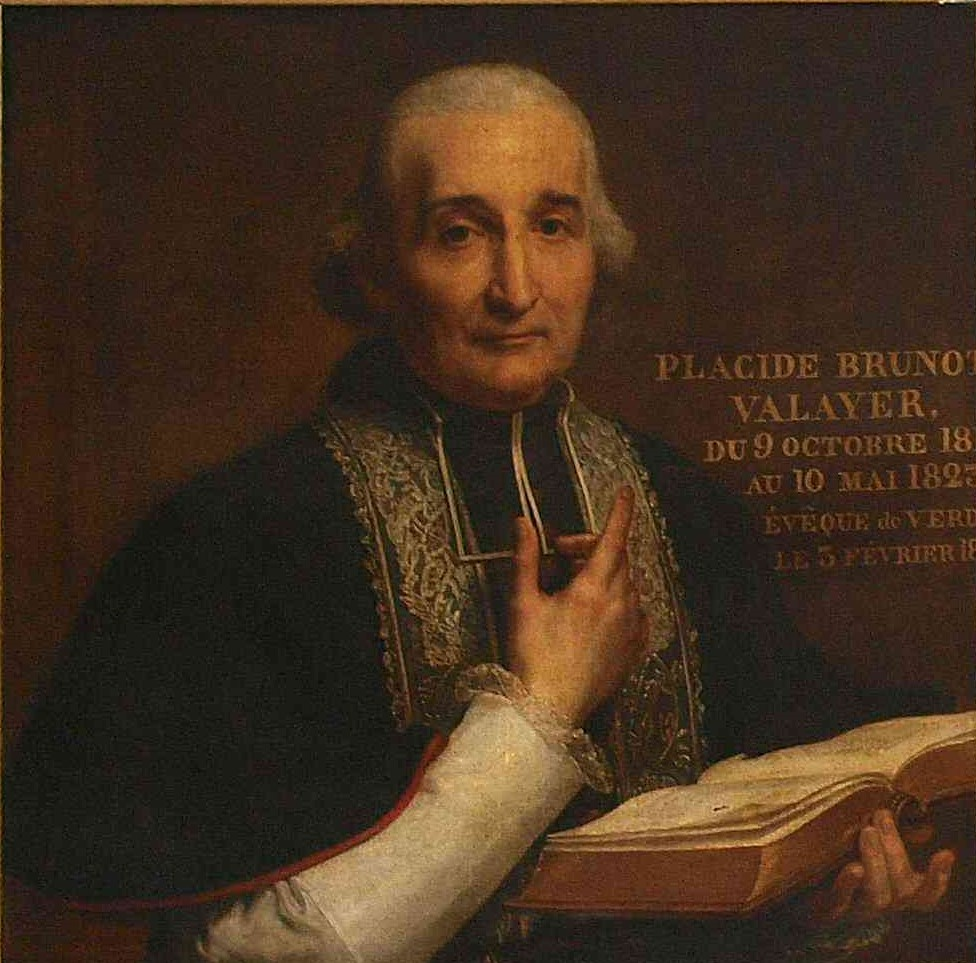
Pauline Auzou, Portret van Placide-Bruno Valayer, 1820

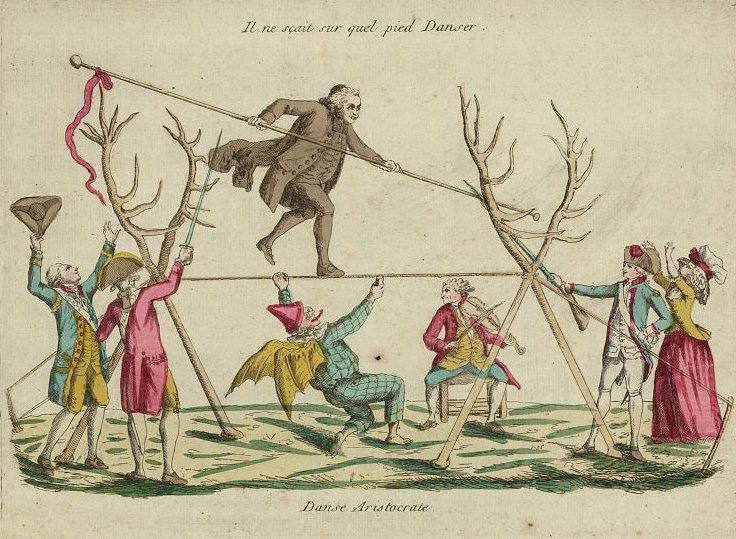
Spotprent over aartsbisschop Maury. Maury was mentor en streekgenoot van Valayer.

Placide-Bruno Valayer (Valréas ofwel Grillon, zeker in Comtat 5 oktober 1764 - Avignon 28 april 1850) was kortstondig bisschop van Verdun van 1833 tot de jaren 1836/1837 toen hij zelf ontslag nam.

## Avignon
Valayer is geboren ofwel in Valréas ofwel in Grillon, alvast in een van de exclave-dorpen van het pauselijk gebied Comtat. Dit Frans gebied was tot de Franse Revolutie bestuurd door de paus. Nog tijdens het ancien régime volgde Valayer het priesterseminarie in het pauselijke Avignon. In 1789 werd hij tot priester gewijd en nam kort de vlucht naar Zwitserland omwille van de revolutionaire chaos in Avignon. Ondanks de chaos keerde hij terug naar Avignon, wat hem in de kijker deed lopen bij een andere priester geboren in de Comtat: Jean-Sifrein Maury, de latere kardinaal-aartsbisschop van Parijs.

## Parijs 1811-1833
In 1811 riep aartsbisschop Maury hem naar Parijs. Maury had na politiek bochtenwerk finaal het aartsbisdom Parijs aanvaard onder rechtstreeks bestuur van Napoleon Bonaparte, en dit met afkeuring van paus Pius VII. Maury werd de mentor van Valayer in Parijs. Valayer deed er pastoraal werk en klom op tot vicaris-generaal van Parijs. Met de val van Napoleon (1815) werd zijn mentor Maury verbannen naar Rome. Valayer maakte van nabij de politieke omwentelingen in Parijs mee. Valayer bleef vele jaren op post, en dit onder de gewijzigde politiek van de Restauratie. In 1830 kreeg de toenmalige aartsbisschop Hyacinthe-Louis de Quélen het lastig met het nieuwe regime van koning Lodewijk-Filips, en dit omwille van de steun van het Parijse aartsbisdom aan het vorige regime. Aartsbisschop de Quélen wenste Valayer weg te sturen met een bisschopsbenoeming elders. Valayer weigerde tweemaal. In 1833 aanvaardde Valayer, 69 jaar oud, erg tegen zijn zin het bisdom Verdun.

## Verdun 1833-1836/1837
Valayer was bisschop van Verdun in het noorden van Frankrijk, waarmee hij geen band had. De benoeming in Verdun gebeurde toen met een koninklijk besluit. Hij had het moeilijk met de jonge politieke tendensen in Frankrijk die hij merkte bij de clerus van zijn bisdom. Hij vluchtte weg naar zijn geboortestreek in het zuiden van Frankrijk (1836) en schreef er zijn ontslagbrief, wat een zeldzaamheid was in die tijd. In 1837 werd hij ontslagen uit Verdun doch hij mocht zijn bisschopstitel behouden.

## Avignon
Van 1836 tot aan zijn dood in 1850 leefde hij teruggetrokken in Avignon en hield zich ver van de Franse politiek.